# Desire Oparanozie
Desire Oparanozie, née le 12 décembre 1993 à Owerri, est une footballeuse internationale nigériane évoluant au poste d'attaquante.

## Carrière

### Carrière en club
Desire Oparanozie évolue jusqu'en 2010 pour les Bayelsa Queens Football Club puis rejoint les Delta Queens. Elle est prêtée en 2011 deux mois dans le Championnat de Turquie de football féminin, au Düvenciler Lisesispor (en), avant de retourner aux Delta Queens. En septembre 2012, elle est transférée en Russie, jouant pour le WFC Rossiyanka. Elle rejoint le VfL Wolfsbourg en juillet 2013. En février 2014, elle part en Turquie et joue pour l'Atasehir Belediyespor. Elle est transférée à l'EA Guingamp en juillet 2014,.

### Carrière en sélection
Desire Oparanozie évolue tout d'abord dans les catégories de jeunes en sélection ; elle participe à la Coupe du monde des moins de 17 ans 2008 (le Nigeria est éliminé en phase de groupes), à la Coupe du monde des moins de 20 ans 2010, perdant la finale, et à la Coupe du monde des moins de 20 ans 2012, terminant à la quatrième place.
Elle dispute avec l'équipe du Nigeria la Coupe du monde 2011 et la Coupe du monde 2015 ; les Nigérianes sont lors de ces deux éditions éliminées dès la phase de groupes. Elle marque un but en finale du Championnat d'Afrique 2010, remportée sur le score de 4-2 contre la Guinée équatoriale ainsi qu'un but Championnat d'Afrique 2014, remportée sur le score de 2-0 contre le Cameroun. Elle inscrit l'unique but de la finale de la Coupe d'Afrique des nations 2016, gagnée également face au Cameroun,. Elle termine quatrième des Jeux africains de 2015. Elle remporte ensuite la Coupe d'Afrique des nations féminine de football 2018.

## Palmarès
- Vainqueur du Championnat d'Afrique 2010 avec l'équipe du Nigeria
- Vainqueur du Championnat d'Afrique 2014 avec l'équipe du Nigeria
- Vainqueur de la Coupe d'Afrique des nations 2016 avec l'équipe du Nigeria
- Vainqueur de la Coupe d'Afrique des nations 2018 avec l'équipe du Nigeria
- Finaliste de la Coupe du monde des moins de 20 ans 2010 avec l'équipe du Nigeria des moins de 20 ans

## Distinctions individuelles
- Meilleure buteuse du Championnat d'Afrique 2014 avec 5 buts[10]